# Frères Cloutier
Pour les articles homonymes, voir Cloutier.
Robert  et Jean Cloutier, frères jumeaux nés le 7 août 1930 à Paris (12e arrondissement), morts respectivement le 17 juillet 2008 à Castelnau-le-Lez (Hérault), et le 2 mai 2015 à Montpellier (Hérault),, sont des céramistes et sculpteurs français qui ont mis en commun leurs moyens et leur production jusqu'au décès du premier d'entre eux, d'où leur appellation usuelle de frères Cloutier.

## Biographie
La carrière des « jumeaux de la céramique » fut longue et prolifique :
Après leur formation à l'École de céramique de Meaux, où ils apprennent aussi la technique du stuc, ils sont apprentis dans des ateliers de céramistes parisiens confirmés : chez Lafourcade,  chez Georges Jouve pour Robert, où il se voit confier les mascarons, chez Michel Rivière pour Jean ; puis ils sont engagés par Pol Chambost.
En 1955, ils ouvrent leur propre atelier de céramique au 53 rue de Reuilly dans le 12e arrondissement de Paris.
En 1972 ils s'installent à Vinneuf dans l'Yonne, et en 1978 ils se fixent à Marsillargues (Hérault), ouvrant une galerie de vente à Lunel,,,,,,.

## Salons et expositions
Dès 1956, ils exposent au Salon des artistes décorateurs, où la nouveauté de leur production leur vaut un franc succès.
En 1958, ils exposent à Paris à la galerie La Demeure et au salon des métiers d'art.
En 1963 ils participent au salon des ateliers d’art de France à la Maison de la Chimie à Paris, ainsi qu'au salon des métiers d'art.
En 1970, les grands magasins Mitsukoshi, avec lesquels ils collaborent depuis 1967, les invitent à Tokyo pour y montrer leur savoir-faire.
En février 2014, ils sont intégrés dans l'exposition rétrospective « Pierre Staudenmeyer, la passion céramique » qui se tient chez Sotheby's France (ancienne galerie Charpentier).
En août-septembre 2015 une exposition leur rend hommage à la Galerie Z à Aigues-Mortes dont ils étaient des habitués.
En mai-juin 2016 une exposition leur est consacrée à la galerie Thierry Carretero à Nîmes. Elle regroupe céramiques, sculptures et dessins, et couvre l’ensemble de leur œuvre de 1953 jusqu’aux années 2000.
MutualArt rapporte que les frères Cloutier ont aussi exposé à la galerie Alain Gutharc à Paris.

## Œuvre
Les matériaux qu'ils travaillent sont variés : céramique, faïence émaillée, porcelaine, terre cuite, grès, plâtre.
Inspirée par Georges Jouve et par Marie Vassilieff, leur œuvre est le plus souvent utilitaire et décorative : vaisselle, pots, vases, lampes, cendriers, vide-poches, éléments d'architecture intérieure (murs en claustra, carreaux émaillés, tables...). Vers la fin de leur carrière, elle s'oriente davantage dans un sens décoratif.
Leur style est qualifié par les critiques d'art de « naïf, humoristique, poétique, onirique, mythologique, biomorphique, anthropomorphique, anthropozoomorphe ».
Leur bestiaire est « drôle ou déroutant » (taureau, poule, vase chouette, lampe coq, pichet bouquetin, sirène, être hybride mi-homme (mi-femme) mi-oiseau.
Ils mettent au point en 1956 un émail rouge qui aura un succès international, puis vers 1960 de nouvelles méthodes de cuisson. En 1964, Haviland leur demande de créer des modèles en exclusivité. Ils collaborent à des projets de décoration intérieure avec certains architectes : conception d’espaces aux Galeries Lafayette de Paris en 1965, mur de séparation pour Air France, mur de briques de couleur « fond des mers du sud » pour la Maison de l’Iran sur les Champs-Élysées, réalisation de commandes pour Mitsukoshi à partir de 1967. Ils collaborent aussi avec le peintre Édouard Pignon,,,,.